# Ypthima dyscola
Ypthima dyscola är en fjärilsart som beskrevs av Paul Mabille 1880. Ypthima dyscola ingår i släktet Ypthima och familjen praktfjärilar. Inga underarter finns listade i Catalogue of Life.